# Élections législatives ceylanaises de juillet 1960
Les élections législatives ceylanaises de juillet 1960 ont eu lieu de manière anticipée au Dominion de Ceylan, l'actuel Sri Lanka, le 20 juillet 1960. 

## Contexte
Les élections de mars 1960 n'avaient laissé aucun des deux principaux partis avec une majorité, cela menait à des blocages constants au parlement.
En 1959, le premier ministre Solomon Bandaranaike, chef du parti Sri Lanka Freedom Party, est assassiné par un moine bouddhiste cingalais. Le parti place donc sa veuve, Sirimavo Bandaranaike, comme son nouveau chef. Elle s'est engagée à poursuivre la politique de son mari, notamment la loi Sinhala Only Act qui promut la langue cingalaise, comme la seule du pays, et de procéder au rapatriement de tous les Tamouls en Inde.
Le United National Party, dirigé par Dudley Senanayake, a eu une position similaire envers les minorités de l'île. Ses différences avec le SLFP se basent sur la politique économique : Le SLFP a appelé à un programme socialiste de nationalisation des entreprises privées, avec une position pro-URSS; alors que l'UNP préfère laisser la privatisation des entreprises, avec une position pro-capitalisme.

## Résultats
Résumé du résultats des élections législatives de juillet 1960
| Parti politique       | Parti politique             | Députés présentés     | Votes     | %       | Chaises |
| --------------------- | --------------------------- | --------------------- | --------- | ------- | ------- |
|                       | Sri Lanka Freedom Party     | 98                    | 1 022 171 | 33.22%  | 75      |
|                       | United National Party       | 128                   | 1 144 166 | 37.19%  | 30      |
|                       | Ilankai Tamil Arasu Kachchi | 21                    | 213 733   | 6.95%   | 16      |
|                       | Lanka Sama Samaja Party     | 21                    | 224 995   | 7.31%   | 12      |
|                       | Parti communiste de Ceylan  | 7                     | 90 219    | 2.93%   | 4       |
|                       | Mahajana Eksath Peramuna    | 55                    | 106 816   | 3.47%   | 3       |
|                       | Lanka Democratic Party      | 6                     | 30 207    | 0.98%   | 2       |
|                       | National Liberation Front   | 2                     | 14 030    | 0.46%   | 2       |
|                       | All Ceylon Tamil Congress   | 10                    | 46 804    | 1.52%   | 1       |
|                       | Autres                      | 45                    | 183 728   | 5.97%   | 6       |
| Votes valides         | Votes valides               | 393                   | 3 076 869 | 100.00% | 151     |
| Électeurs enregistrés | Électeurs enregistrés       | Électeurs enregistrés | 3 724 507 |         |         |
| Participation         | Participation               | Participation         | 82.61     |         |         |